# Александер, Мозес
Мо́зес Алекса́ндер (англ. Moses Alexander; 13 ноября 1853, Обригхайм, Королевство Бавария — 4 января 1932, Бойсе, Айдахо) — 11-й губернатор штата Айдахо, первый в истории штата (и второй в истории США) губернатор еврейского происхождения.

## Биография
Мозес Александер родился 15 ноября 1853 года в немецком городке Обригхайм. В раннем возрасте он остался сиротой. В четырнадцать лет Александер переехал в Нью-Йорк. Там он прожил один год, а потом переехал в город Чилликоти штата Миссури, где устроился в торговую компанию Jacob Berg and Co.
В 1886 году Александер устроился членом городского совета Чилликоти, став в 1887 году мэром города. В 1891 году в Бойсе Александер основал торговую компанию Alexander and Co. Спустя десять лет, Александеру удалось стать мэром Бойсе. Он занимал этот пост до 1902 года. В 1908 году он предпринял неудачную попытку избраться в губернаторы штата Айдахо. Однако на выборах 1914 года Александер победил от демократической партии и через два года переизбрался на второй срок.
Некоторые достижения Мозеса Александера за время губернаторства:
- принятие поправки, запрещавшей производство и продажу алкоголя.
- уменьшение налоговой ставки.
- принятие закона о пособии по нетрудоспособности.
- принятие обширной программа прокладки новых дорог.
- создание восьми округов.

После губернаторства Александер занялся недвижимостью. В 1922 году он был вновь выдвинут в кандидаты в губернаторы от Демократической партии, но проиграл выборы.
Мозес Александер был женат на Хэдвиге Кистнер, от которой имел четырёх детей. Он скончался 4 января 1932 года в Бойсе.

## Память
Дом, где жил Александер, Александер-хаус, внесен в Национальный реестр исторических мест.